# Robert Battle
Robert Battle (Jacksonville, 28 agosto 1970) è un direttore artistico, coreografo ed ex ballerino statunitense.

## Biografia
Nato e cresciuto in Florida, ha studiato danza alla New World School of the Arts e poi alla Juilliard School, laurandosi nel 1994. Successivamente si è unito alla Parsons Dance Company e dal 1998 ha cominciato a coreografare balletti propri per la compagnia. Nel 2001 ha fondato una propria compagnia, la Battleworks Dance Company. 
Nel luglio 2011 è diventato il terzo direttore artistico dell'Alvin Ailey American Dance Theater, mantenendo la carica fino alle dimissioni per motivi di salute nel 2023. Nel 1999 aveva collaborato per la prima volta con la compagnia coreografando per loro un balletto originale, mentre nel 2015 ha coreografato il suo primo balletto (Awakening) per l'Alvin Ailey in veste di direttore.

## Coreografie
- 1999 - Takademe
- 2000- Promenade
- 2001 - The Hunt
- 2003 - Juba
- 2004 - Feast
- 2004 - Mass
- 2004 - Strange Humors
- 2006 - Final Sounds
- 2007 - Bon Appétit!
- 2007 - No Longer Silent
- 2007 - Unfold
- 2008 - Ella
- 2008 - In/Side
- 2010 - Three
- 2015 - Awakening
- 2021 - For Four